# 記憶效應 (電池)
记忆效应（英語：memory effect）是一种发生在部分充电电池上（如镍镉电池或镍氢電池），经过多次充电后导致电池容量减少的现象。当镍镉电池（NiCd）或镍氢電池（NiMH）在多次没有完全放电的情况下又充满电时会产生记忆效应。在日常中这种效应的发生频率极低，因基本没有记忆效应的锂离子电池因其成本，能量密度等优势已基本完全取代记忆效应明显的其他电池。以鎳鎘電池、鎳氫電池與鋰離子電池三者比較，鎳鎘電池記憶效應最明顯，鎳氫電池記憶效應次之，鋰離子電池的記憶效應最不明顯。
解決電池記憶效應的方法是完全放電後，再重新充電；但不論電池是否有記憶效應，電池容量本身也會隨著使用時間越長久，充放電次數越多而逐漸下降，此為電池壽命。

## 常被误以为记忆效应的其他电池问题

### 因过度充电而出现的电压下降
电压下降常被误认为是发生了记忆效应。当过度充电时，电池的最大电压下降，此时由电源计量的电量表现亦会比实际情况偏低。尽管所储存的实际电量没有变，但低电压将更快触发低电量保护，表现为设备可用时间缩短。在用户看来，电池似乎没有达到最大电量，其表现与记忆效应接近。在高负载设备上发生此类问题的频率较高。
电压下降多由重复过度充电引起，这时电池的电解液会在电极上形成晶体并阻塞电极，使电池的电阻变大、电压降低。所以在这些电池放电的同时电压会异常下降，看起来就像电池被很快用光了。

### 过度放電
过度重复放电可损耗某些電池组的性能。电池组由多个電池组成；这些電池虽然性质相似，但并非完全一样，所以其電容有一定差别。而当电池组在进行深度放电时，某些电池容量较低的電池会完全放电。此时，电流便会由其他尚未完全放电的电池通过这些电池容量较低的电池。而因此出现的電容减少，多被误认为是记忆效应。所以请尽量避免对电池完全放电后再充电，这会对电池造成损伤。

### 解决方案
这些所谓的记忆效应，一般都是上面说到的电压下降现象，这造成了各种各样试图修复坏电池的错误行为。最常见的例子是通过某些设备来完全耗尽电池的电能，以便消除电池中的小晶体。理论上这是行得通的，但处理时常常会对电池组中的其他电池造成损害；而且，虽然短期内这种方法能解决记忆效应，但从长远角度来看，这会缩短电池的寿命。正确的处理方式应该是让电池独立地放电，而不是几颗一起。不然，当有电池先放尽电时，这些电池就会被反向充电，造成很大的损害。